# Travis Leslie
Travis Demetrius Leslie (ur. 29 marca 1990 w Atlancie) – amerykański koszykarz, występujący na pozycji rzucającego obrońcy.
9 sierpnia 2017 podpisał umowę z australijskim Sydney Kings. 9 listopada został zwolniony. 12 listopada dołączył do francuskiego Levallois Metropolitans.
15 lipca 2020 został zawodnikiem Champagne Chalons-Reims Basket. 29 lipca 2022 dołączył do Legii Warszawa.

## Osiągnięcia
Stan na 4 grudnia 2023, na podstawie, o ile nie zaznaczono inaczej.
NCAA
- Uczestnik turnieju NCAA (2011)
- Zaliczony do II składu SEC (2011)

Drużynowe
- Mistrz Ligi Bałtyckiej (2014)
- Wicemistrz:
  - D-League (2013)
  - Litwy (2015)
- Finalista pucharu Litwy (2015)

Indywidualne
- MVP:
  - Ligi Bałtyckiej (2014)
  - finałów Ligi Bałtyckiej (2014)
  - meczu gwiazd D-League (2013)
  - litewskiego meczu gwiazd LKL (2015)
- Zaliczony do:
  - I składu kolejki EBL (19, 28 – 2022/2023)[6][7]
  - II składu NBA D-League (2013)
- Uczestnik meczu gwiazd:
  - D-League (2013)
  - litewskiej ligi LKL (2014, 2015)
- Zwycięzca konkursu wsadów podczas meczu gwiazd:
  - litewskiej ligi LKL (2014, 2015)
  - ligi francuskiej (2013)
- Zawodnik miesiąca D-League (grudzień 2012)
- Lider strzelców litewskiej ligi LKL (2014)